# أكيوكي يوكوياما
أكيوكي يوكوياما (باليابانية: 横山 暁之) (مواليد 26 مارس 1997) هو لاعب كرة قدم ياباني.

## وصلات خارجية
- أكيوكي يوكوياما على موقع رابطة كرة القدم اليابانية للمحترفين (اليابانية)
- أكيوكي يوكوياما على موقع قاعدة بيانات كرة القدم.إي يو (الإنجليزية)
- أكيوكي يوكوياما على موقع Soccerway.com (الإنجليزية)